# Mastología
La mastología o senología es una especialidad médica que se dedica al estudio de las glándulas mamarias, incluyendo los aspectos anatómicos, fisiológicos y patológicos de la mama. La especialidad fue fundada por el doctor Ch. M. Gros en 1965 con la finalidad de integrar las diferentes especilidades ya existentes relacionadas con el tema y buscar solución a las patologías de mama, principalmente el cáncer de mama.
El mastólogo es el especialista responsable del estudio, el diagnóstico, el tratamiento y la rehabilitación de los trastornos de las enfermedades de la mama. 
En el área de la mastología intervienen múltiples especialidades, tales como cirugía, radioterapia, radiología, oncología y cirugía plástica reconstructiva. 

## Patologías mamarias
La principal patología mamaría que trata la mastología es el cáncer de mama.
También se encarga del tratamiento de enfermedades benignas como: 
- dolor mamario
- mastopatía fibroquística
- quistes mamarios
- gigantomastia
- secreción mamaria
- fibroadenomas

## Unidades de patología mamaria
Una Unidad de patología mamaría es un centro médico especializado en el tratamiento de estas patologías. Se les conoce también como Unidades de mama o Breast Centers. 
Existen distintas modelos para acreditar Unidades de mama a nivel internacional. Entre las más importantes se encuentran el europeo llevado a cabo por EUSOMA (European Society of Mastology) y National Accreditation Program for Breast Centers llevado a cabo por distintas organizaciones de Estados Unidos. 

## Entidades especialistas
| Nombre                                             | Región    |
| -------------------------------------------------- | --------- |
| Sociedade Brasileira de Mastologia                 | Brasil    |
| Sociedad Uruguaya de Mastología                    | Uruguay   |
| Asociación Mexicana de Mastología                  | México    |
| Sociedad Española de Senología y Patología Mamaria | España    |
| European Society of Mastology                      | Europa    |
| Sociedad Argentina de Mastología                   | Argentina |

En Chile, para especializarse en mastología, el médico debe realizar previamente residencia médica en obstetricia y ginecología o cirugía general. En este sentido, la especialidad en Brasil tiene reconocimiento internacional.